# Kobyle Głowy

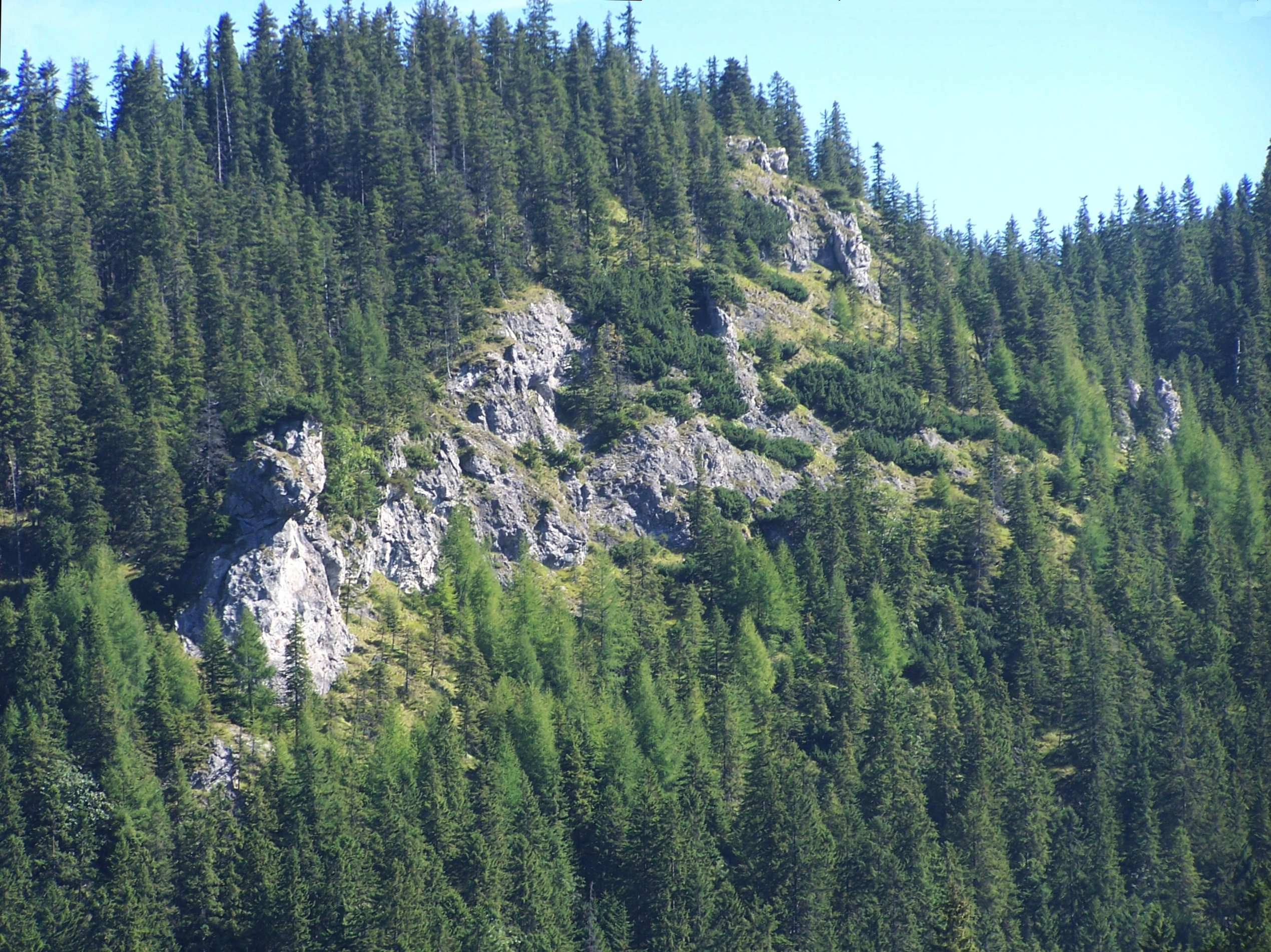
Kobyle Głowy

Kobyle Głowy – grupa skał i turniczek rozrzuconych na zalesionych północnych zboczach Kamiennego Żlebu w polskich Tatrach Zachodnich (w Dolinie Chochołowskiej). Zbudowane są z wapieni i dolomitów. Są widoczne ze Ścieżki nad Reglami na odcinku Kominiarska Przełęcz – polana Jamy, szczególnie dobrze z tej ostatniej.